# Nuoto in acque libere ai campionati mondiali di nuoto 2017
Le gare di nuoto di fondo ai campionati mondiali di nuoto 2017 si sono svolte dal 15 al 21 luglio 2017, nelle acque del lago Balaton, nella regione ungherese del Transdanubio. Sono state disputate un totale di 7 gare: 3 maschili, 3 femminili e una a squadre miste.

## Calendario
| Data           | Ora (UTC+2) | Evento          |
| -------------- | ----------- | --------------- |
| 15 luglio 2017 | 10:00       | 5 km maschili   |
| 16 luglio 2017 | 10:00       | 10 km femminili |
| 18 luglio 2017 | 10:00       | 10 km maschili  |
| 19 luglio 2017 | 10:00       | 5 km femminili  |
| 20 luglio 2017 | 10:00       | 5 km a squadre  |
| 21 luglio 2017 | 8:30        | 25 km maschili  |
| 21 luglio 2017 | 8:45        | 25 km femminili |

## Podi

### Uomini
| Evento           | Oro                  | Tempo     | Argento           | Tempo     | Bronzo               | Tempo     |
| 5 km (dettagli)  | Marc-Antoine Olivier | 54'31"4   | Mario Sanzullo    | 54'32"1   | Timothy Shuttleworth | 54'42"1   |
| 10 km (dettagli) | Ferry Weertman       | 1h51'58"5 | Jordan Wilimovsky | 1h51'58"6 | Marc-Antoine Olivier | 1h51'59"2 |
| 25 km (dettagli) | Axel Reymond         | 5h02'46"4 | Matteo Furlan     | 5h02'47"0 | Evgenij Dratcev      | 5h02'49"8 |

### Donne
| Evento           | Oro               | Tempo     | Argento               | Tempo     | Bronzo                          | Tempo     |
| 5 km (dettagli)  | Ashley Twichell   | 59'07"0   | Aurélie Muller        | 59'10"5   | Ana Marcela Cunha               | 59'11"4   |
| 10 km (dettagli) | Aurélie Muller    | 2h00'13"7 | Samantha Arévalo      | 2h00'17"0 | Arianna Bridi Ana Marcela Cunha | 2h00'17"2 |
| 25 km (dettagli) | Ana Marcela Cunha | 5h21'58"4 | Sharon van Rouwendaal | 5h22'00"8 | Arianna Bridi                   | 5h22'08"2 |

### Gara a squadre
| Evento          | Oro                                                                         | Tempo   | Argento                                                                    | Tempo   | Bronzo                                                                     | Tempo   |
| 5 km (dettagli) | Francia Océane Cassignol Logan Fontaine Aurélie Muller Marc-Antoine Olivier | 54'05"9 | Stati Uniti Brendan Casey Ashley Twichell Haley Anderson Jordan Wilimovsky | 54'18"1 | Italia Rachele Bruni Giulia Gabbrielleschi Federico Vanelli Mario Sanzullo | 54'31"0 |

## Medagliere
| Pos.   | Paese         | Oro | Argento | Bronzo | Totale |
| ------ | ------------- | --- | ------- | ------ | ------ |
| 1      | Francia       | 4   | 1       | 1      | 6      |
| 2      | Stati Uniti   | 1   | 2       | 0      | 3      |
| 3      | Paesi Bassi   | 1   | 1       | 0      | 2      |
| 4      | Brasile       | 1   | 0       | 2      | 3      |
| 5      | Italia        | 0   | 2       | 3      | 5      |
| 6      | Ecuador       | 0   | 1       | 0      | 1      |
| 7      | Gran Bretagna | 0   | 0       | 1      | 1      |
| 7      | Russia        | 0   | 0       | 1      | 1      |
| Totale | Totale        | 7   | 7       | 8      | 22     |